# Acrolophus sagaritis
Acrolophus sagaritis är en fjärilsart som beskrevs av Edward Meyrick 1932. Acrolophus sagaritis ingår i släktet Acrolophus och familjen Acrolophidae. Inga underarter finns listade i Catalogue of Life.